# Gullspång (comuna)
Gullspång (em sueco: Gullspångs kommun) é uma comuna da Suécia localizada no condado da Västra Götaland. Sua capital é a cidade de Hova. Possui 315 quilômetros quadrados e segundo censo de 2018, havia 5 293.